# Nia Long
Nitara Carlynn "Nia" Long (Brooklyn, Nova Iorque, 30 de outubro de 1970) é uma atriz americana e diretora de videoclipes musicais.

## Biografia
Long nasceu e cresceu no Brooklyn, em Nova Iorque, filha de um casal de imigrantes de Trinidad e Tobago. Seu pai foi um professor de colegial e sua mãe uma professora de artes e motorista de ônibus. Seu pseudônimo, Nia, é um dos sete dias de Kwanzaa, que significa "propósito" ou "finalidade" em Swahili. Seus pais se divorciaram quando ela tinha apenas dois anos de idade, sendo que ela e sua mãe se mudaram para Iowa City, Iowa, quando sua mãe foi estudar artes finas. Logo se mudaram para o sul de Los Angeles quando Nia tinha sete anos. Seu pai continuou morando em Nova Jersey. Nia tem uma irmã.
Estudou balé, sapateado, jazz, ginástica, guitarra e artes na Christian School. Se graduou pela Westchester High School em 1989. Tendo que optar por várias oportunidades de trabalho, e vivendo problemas financeiros com a família, Long quase desistiu de sua carreira. Atualmente é casada com o ator Massai Z. Dorsey, com quem tem um filho chamado Massai Zhivago Dorsey II, nascido em 26 de novembro de 2000.

## Carreira

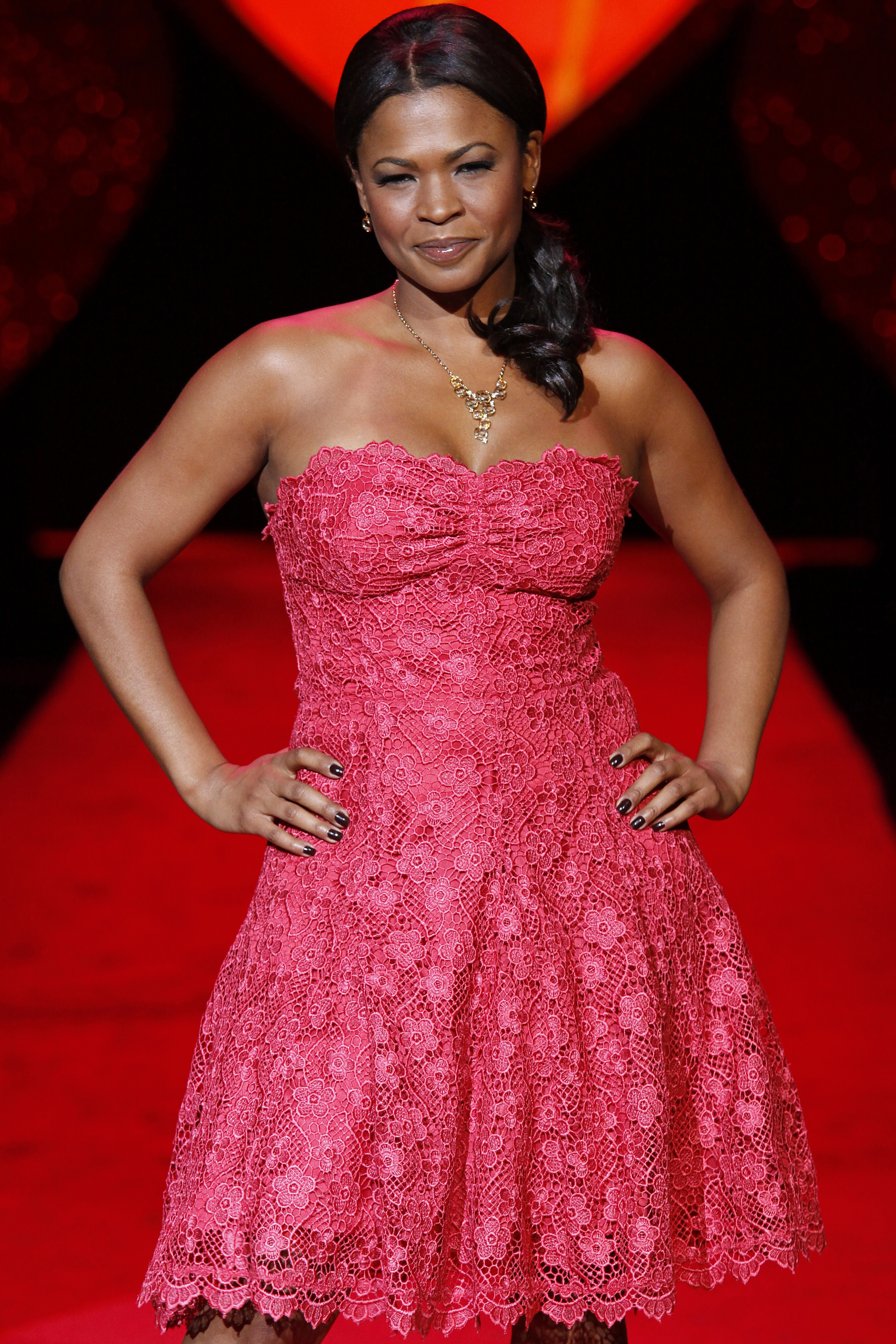
Nia Long em Fevereiro de 2009

Por quinze anos, contou com a ajuda de Betty Bridges para conseguir se firmar na carreira de atriz. Ganhou algum destaque com a novela americana Guiding Light de 1991 a 1994, como a personagem Kat. Depois, ficou famosa por interpretar a namorada de Will Smith na série Um Maluco no Pedaço, convidada pessoalmente pelo ator/cantor. De 2003 à 2005, participou da série Third Watch como Sasha Monroe, quando ganhou destaque e vários prêmios. Depois, fez aparições em séries como Everwood interpretando Cassie, e em Boston Legal, no ano de 2007.
Em filmes, participou de alguns como personagem principal, em outros secundários, com destaque para Vovó...Zona  e 2, quando contracenou o par romântico de Martin Lawrence. Estrelou também quatro filmes ao lado do ator e rapper Ice Cube entre eles estão os filmes Sexta-Feira em Apuros , Querem Acabar Comigo e Uma Casa de Pernas Pro Ar. Apareceu também com destaque no filme Feito Sob Encomenda, quando contracenou com Whoopi Goldberg, Ted Danson e Will Smith, quem a convidou.
Nia Long também apareceu no video clipe Touch The Sky do rapper Kanye West. Depois, dirigiu o clipe This Too Shall Pass da cantora gospel Yolanda Adams. Em 2000, foi considerada uma das 50 pessoas mais belas pela revista People, e a terceira mais sexy pela revista afro-americana Black Men´s Magazine. Venceu o prêmio da NAACP de Melhor Atriz Coadjuvante pela personagem Sasha Monroe na série Third Watch em 2004. Long também co-dirigiu o video clipe Baby da cantora de R&B Ashanti.

## Filmografia

### Cinema
- You People [original Netflix] (2023) - como Fatima Mohammed
- Fatal Affair (2020) - como Elle Warren
- Life in a Year (2020) - Catherine
- The Best Man Holiday (2013) - como Jordan Armstrong
- Mooz-lum (2010) - como Safiyah
- Good Hair (2009) - como ela mesma
- Gospel Hill (2008) - como Sra. Palmer
- Uma Casa de Pernas Pro Ar (2007) - como Suzanne Persons
- Premonition (2007/I) - como Annie
- Vovó...Zona 2 (2006) - como Sherry Pierce
- Querem Acabar Comigo  (2005) - como Suzanne Kingston
- Alfie (2004) - como Lonette
- The N-Word (2004) - como ela mesma
- How to Get the Man's Foot Outta Your Ass (2003) - como Sandra
- Sightings: Heartland Ghost (2002) (TV) - como Lou
- Vovó... Zona (Big Momma´s House) (2000) - como Sherry Pierce
- If These Walls Could Talk 2 (2000) (TV) - como Karen
- Boiler Room (2000) - como Abbie Halpert
- The Broken Hearts Club: A Romantic Comedy (2000) - como Leslie
- The Secret Laughter of Women (1999) - como Nimi Da Silva
- Held Up (1999) - como Rae
- Stigmata (1999) - como Donna Chadway
- The Best Man (1999/I) - como Jordan Armstrong
- In Too Deep (1999) - como Myra
- Black Jaq (1998) (TV) - como Jaqueline 'Jaq' Blackman
- Butter (1998) - como Carmen Jones
- Soul Food (1997) - como Robin/'Bird'
- Hav Plenty (1997) - como Trudy
- Love Jones (1997) - como Nina Mosley
- Friday (1995) - como Debbie
- Made in America (1993) - como Zora Mathews
- Boyz n the Hood (1991) - como Brandi
- Buried Alive (1990) - como Fingers
- The B.R.A.T. Patrol (1986) (TV) - como Darla Perkins

### Televisão
- NCIS: Los Angeles (2017-2018) como Shay Mosley (28 episódios)
- Malibu Stacy (2012) - como Martina Barry (12 episódios)
- Big Shots (2007) - como Katie Graham (6 episódios)
- Boston Legal (2007) - como Vanessa Walker (3 episódios)
- Everwood (2006) - como Cassie
- Third Watch (2003-2005) - como a Policial da Corregedoria Sasha Monroe (26 episódios)
- Judging Amy (2002) - como Andrea Solomon (6 episódios)
- Moesha (1996) - como Babysitter (2 episódios)
- Plantão Médico (1996) - como Christy Wilson
- Live Shot (1995) - como Ramona Greer
- Um Maluco no Pedaço (1991-1995) - como Lisa Wilkes (16 episódios)
- Living Single (1993) - como Stacey Evans
- The Guiding Light (1991-1993) - como Katherine 'Kat' Speakes